# PZL.42
Il PZL.42 era un bombardiere leggero e ricognitore, derivato dal PZL.23 Karaś, prodotto dall'azienda polacca Państwowe Zakłady Lotnicze (PZL) negli anni trenta e rimasto allo stadio di prototipo.

## Storia del progetto
Nel periodo tra il 1936 e il 1939 l'ufficio tecnico della Państwowe Zakłady Lotnicze di Varsavia, sotto la direzione degli ingegneri Stanisław Prauss e poi Tadeusz Soltyk, portò avanti un lavoro di costante miglioramento dei velivoli della serie PZL.23 Karaś, che sfociò nei progetti PZL.42, PZL.43 Czajka e PZL.46 Sum.
Nei primi mesi del 1936 l'ingegner Prauss iniziò il lavoro preliminare su un progetto di bombardiere in picchiata derivato dal PZL.23 Karaś. In realtà si trattava solo di un'evoluzione del precedente modello. Ben presto il progetto venne trasferito sotto la responsabilità dell'ingegner Soltyk, che sostituì Prauss assegnato allo sviluppo del caccia bimotore PZL.38 Wilk. Per la costruzione del prototipo del nuovo aereo venne consegnato all'ingegner Soltyk un velivolo PZL.23A da modificare al nuovo standard. L'obiettivo principale della nuova versione era quello di migliorare l'aerodinamica e le prestazioni del PZL.23, installando un motore più potente.
Il nuovo aereo venne designato PZL.23/IV e disponeva di un motore radiale Bristol Pegasus VIII, erogante 680 hp, racchiuso da una cofanatura modificata. Per fini sperimentali l'aereo venne dotato di un impennaggio  a doppia deriva, mentre nella fusoliera venne installata una gondola difensiva ventrale a scomparsa. Vennero adottate modifiche volte a migliorare l'efficacia del timone, specialmente in volo ad alti angoli di attacco, e per aumentare il campo di tiro superiore della mitragliatrice difensiva posteriore, mentre la gondola ventrale, per ridurre la resistenza aerodinamica ed aumentare le prestazioni, era retrattile all'interno della fusoliera. Tale gondola difensiva usciva sotto il peso dell'osservatore, scivolando su apposite guide, e veniva riportata nella sua posizione iniziale tramite un sistema di corde di gomma azionate dall'osservatore stesso.
Il prototipo del PZL.23/IV venne realizzato piuttosto rapidamente, e volò per la prima volta sull'aeroporto di Varsavia-Okęcie nell'aprile del 1936. Il comandante dell'aviazione, colonnello Ludomil Rayski, intendeva usare il prototipo per una visita ufficiale in Svezia nel maggio dello stesso anno, ma l'aereo non terminò in tempo la prove di valutazione, e Rayski compì il suo viaggio a bordo di un caccia PZL P.11c. Già nel mese di maggio dello stesso anno, alla ricerca di contratti di produzione, l'aereo venne esibito in volo sia in patria che all'estero. Alla fine del mese di settembre, dopo aver terminato i test di volo, il velivolo fu restituito alla casa costruttrice. Alcune prestazioni dichiarate apparvero volutamente esagerate. Il motore di origine inglese venne sostituito da un PZL Pegaz 8A (versione del Bristol Pegasus VIIIA costruita su licenza in Polonia dalla PZL). Alla fine dell'anno venne formulata la richiesta per i futuri aerei di produzione, che dovevano essere una versione da bombardamento in picchiata del PZL.23 Karaś, destinati essenzialmente all'esportazione.
Il prototipo PZL.23/IV effettuò scarsa attività di volo fino al 19 aprile 1937, quando fu ridesignato PZL.42. In questa configurazione il 25 ottobre successivo l'aereo superò i collaudi militari presso l'Instytut Techniczny Lotnictwa (I.T.L.), nel corso dei quali venne sottoposto ad alcune modifiche. Il velivolo venne testato in due versioni: una biposto da bombardamento in picchiata sperimentale e una triposto, destinata all'esportazione, come bombardiere-ricognitore.
Come bombardiere in picchiata il velivolo non disponeva di torretta ventrale retrattile, ma i collaudi in questa versione non diedero gli esiti sperati. I tentativi di effettuare il bombardamento in picchiata diedero risultati mediocri, perché il velivolo non era strutturalmente adatto per tale ruolo.
Sulla base dell'esperienza acquisita nella costruzione dell'aereo e nelle prove di volo effettuate durante tutto il 1937, l'ufficio tecnico della PZL progettò il successivo bombardiere-ricognitore PZL.46 Sum. Nel corso del 1937 un altro esemplare di PZL.23 Karaś venne temporaneamente modificato come PZL.42, ricevendo un propulsore Bristol Pegasus XX da 925 hp azionante un'elica tripala metallica Hamilton Standard prodotta su licenza dalla PZL. Il velivolo ricevette l'immatricolazione civile SP-BGZ e, al termine delle prove di valutazione, fu riportato allo standard PZL.23 Karaś B.
Alcune delle modifiche collaudate sul PZL.42 vennero installate su una apposita versione da esportazione del PZL.23 Karaś, designata PZL.43 Czajka, venduta alla Bulgaria. Il primo prototipo del PZL.42 venne ancora utilizzato per testare alcune soluzioni aerodinamiche e infine ceduto alla Polska Lotniczwo Wojskowe.

## Tecnica
Come il precedente cacciabombardiere PZL.23 Karaś, il PZL.42 era un monoplano ad ala bassa, di costruzione interamente metallica, con rivestimento in duralluminio. La fusoliera era a semimonoscocca. L'impennaggio era del tipo bideriva. Il carrello di atterraggio era posteriore fisso, con le gambe principali racchiuse da carenature, e ruotino di coda.
L'aereo aveva un equipaggio variabile a seconda della versione, da due a tre persone (pilota, bombardiere/osservatore e mitragliere). Il pilota e l'osservatore erano posizionati in una cabina vetrata chiusa, mentre il mitragliere era alloggiato in una postazione aperta. Il bombardiere/osservatore occupava una gondola ventrale di combattimento che disponeva di una mitragliatrice sparante sul retro.
Il propulsore installato era un radiale Bristol Pegasus VIII a 9 cilindri, raffreddati ad aria, erogante la potenza di 680 hp (530 kW), ed azionante un'elica bipala metallica.
L'armamento difensivo prevedeva una mitragliatrice anteriore sincronizzata PWU Wz 36B calibro 7,92 mm, una mitragliatrice Vickers Model F da 7,7 mm brandeggiabile in postazione dorsale ed una mitragliatrice Vickers Model F da 7,7 mm in postazione ventrale. L'aereo poteva trasportare un carico bellico di 700 kg di bombe, posizionate sotto le ali.

## Impiego
Dopo il termine dei collaudi presso l'I.T.L., il velivolo PZL.42 venne consegnato al 1º Reggimento d'aviazione (1° pułku lotniczego ) basato a Varsavia, e da lì trasferito al C.W.L (Centrum Wyszkolenia Lotniczego) Nr.1 di Dęblin, assegnato alla Scuola Cadetti dell'Aviazione (Szkoły Podchorążych Lotnictwa). Presso la scuola il velivolo venne utilizzato sia come cellula d'istruzione statica che come velivolo da addestramento operativo. Nel settembre del 1939, dopo lo scoppio della seconda guerra mondiale, il prototipo del PZL.42 fu distrutto in un hangar durante i bombardamenti tedeschi effettuati sulla scuola d'aviazione.

## Versioni
Vennero elaborate due versioni, una da bombardamento in picchiata per il mercato nazionale e una destinata all'esportazione:
- PZL.42: versione da bombardamento in picchiata, triposto, destinata al mercato nazionale, armata con due mitragliatrici anteriori sincronizzate PWU Wz 36B calibro 7,92 mm, due Vickers Model F da 7,7 mm,  e una capacità 300 kg bombe. Il peso a vuoto era di 1 934 kg, massimo al decollo 2 700 kg, carico utile 766 kg, motore PZL-WS "Pegasus 8A" da 690-720 CV (508-530 kW).[3]
- PZL.42: versione da bombardamento in picchiata, biposto, destinata all'esportazione, armata con una mitragliatrice anteriore sincronizzata PWU Wz 36B calibro 7,92 mm, due Vickers Model F da 7,7 mm, e capacità di 800 kg bombe. Il peso a vuoto 2 134 kg, massimo al decollo 3 400 kg, carico utile 1 266 kg, propulsore Bristol Pegasus VIII da 650-680 CV (478-500 kW).[3]

### Periodici
- Andrzej Glass, Wojciech Mazur, PZL.43 "Czajka" - eksportowa wersja "Karasia" (in polacco), in Militaria , Vol.4 No.1/1999. ISSN 1231-692X